# Maison du Marais
Het Maison du Marais (Huis van het moeras) is een museum en cultureel centrum in Saint-Martin-au-Laërt, tegen de stad Sint-Omaars aan, in het noorden van Frankrijk (departement Pas-de-Calais). Het is geopend in 2014 en gewijd aan de natuur van het moeras- en polderlandschap van de omgeving en aan de regionale geschiedenis en cultuur.
In 2013 werd ook een oude windmolen uit Sint-Omaars, de Moulin de l'Aile, aan het water bij het complex geplaatst.